# Aenictus currax
Aenictus currax é uma espécie de formiga-correição do gênero Aenictus, encontrada na Nova Guiné. Uma colônia de mais de cem mil formigas foi relatada em Karema, na Papua-Nova Guiné.